# Osmia sladeni
Osmia sladeni is een vliesvleugelig insect uit de familie Megachilidae. De wetenschappelijke naam van de soort is voor het eerst geldig gepubliceerd in 1925 door Sandhouse.